# ショートプログラム
ショートプログラム（Short Program）は、フィギュアスケートの男子シングル、女子シングル、ペアで行われる種目のひとつ。SPとも略される。
ショート（短い）という言葉はフィギュアスケートの別の種目であるフリースケーティング（FS）の別名である「ロングプログラム」より短い競技時間から来ている。

## 歴史
1960年代初頭、男子シングルと女子シングルはコンパルソリーフィギュアとフリースケーティングの2種目、ペアはフリースケーティングの1種目のみで争われていた。
1963-64年シーズンからペアにショートプログラムの前身であるコネクテッドプログラム（Connected Program）を採用し2種目で争われることになったが、男子シングルならびに女子シングルはコンパルソリーフィギュアとフリースケーティングの2種目のままであった。
1972年の札幌オリンピック女子シングルでの論争を契機に、コンパルソリーフィギュアの比重を下げる目的で1972-1973年シーズンから男子シングル、女子シングルにもショートプログラムが導入され、現在に至る。なお、コンパルソリーフィギュアは1989-1990年シーズンを最後に完全に廃止された。
ショートプログラムは、1989年から1992年シーズンではオリジナルプログラム（Original Program）、1993年から1994年シーズンではテクニカルプログラム（Technical Program）と呼ばれていた。

## 国際スケート連盟ルール
- 演技時間：全種目において、2分40秒±10秒（最小2分30秒～最大2分50秒）。
- 使用音楽：選曲は自由。歌詞の入った楽曲の使用も可能。

### シングル
男女共に以下の7つの要素を行う。
- 男女共通
  - 「アクセルジャンプ」
  - 「ステップからのジャンプ」
  - 「ジャンプコンビネーション」
  - 「フライングスピン」
  - 「スピンコンビネーション」
  - 「ステップシークエンス」
- 男子のみ
  - 足換えスピン（「足換えキャメルスピン」・「足換えシットスピン」、いずれか一つを選択）
- 女子のみ
  - スピン（「レイバックスピン」・「シットスピン」・「キャメルスピン」、いずれか一つを選択）

### ペア
以下の7つの要素を行う。
- 「リフト」
- 「ツイストリフト」
- 「スロージャンプ」
- 「ソロジャンプ」
- スピン（「ソロスピン」・「ペアスピン」、隔年で変わる）
- 「デススパイラル」
- 「ステップシークエンス」